# آن إموردوك
آن إموردوك (بالإنجليزية: Ann Murdock)‏ هي ممثلة أمريكية، ولدت في 10 نوفمبر 1890 في الولايات المتحدة، وتوفيت في 22 أبريل 1939.

## وصلات خارجية
- آن إموردوك على موقع IMDb (الإنجليزية)
- آن إموردوك على موقع قاعدة بيانات برودواي على الإنترنت (الإنجليزية)
- آن إموردوك على موقع قاعدة بيانات الفيلم (الإنجليزية)